# Charles Hermans

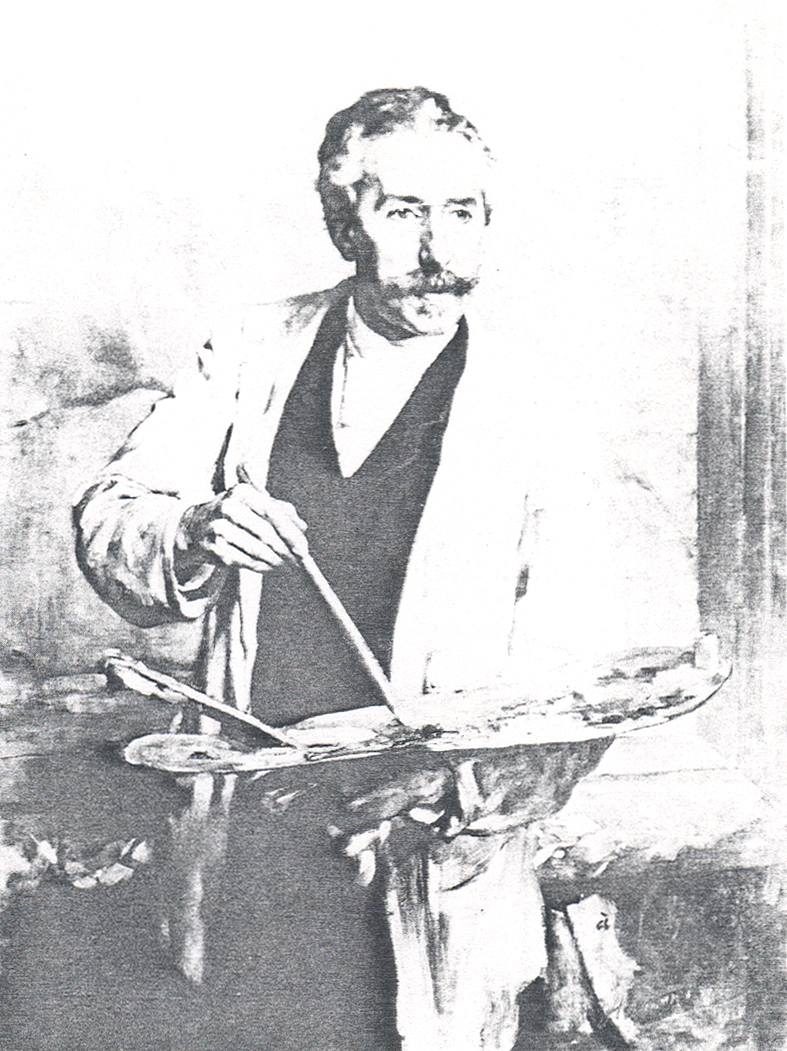
Charles Hermans.

Charles Hermans, född den 17 augusti 1839 i Bryssel, död den 7 december 1924 i Menton i Alpes-Maritimes, var en belgisk målare.
Hermans studerade mestadels i 
Frankrike. Hans Morgongryning (1875, museet i Bryssel) väckte stor uppmärksamhet för sitt sensationella ämne, några eleganta rucklare i sällskap med festklädda demimondedamer och som deras motsättning blusmän på väg till 
arbetet. Tavlan var kraftigt målad med figurer i kroppsstorlek. Av Hermans senare arbeten kan nämnas De utskrivna (1878), Maskerad (1880) 
och Söndagsbesök i barnsjukhuset.